# Kobajasi Jajoi
Kobajasi Jajoi (小林 弥生; Hepburn: Kobayashi Yayoi) (Tama, 1981. szeptember 18. –) japán válogatott labdarúgó.

## Klub
A labdarúgást a Nippon TV Beleza csapatában kezdte. 1997 és 2014 között a Nippon TV Beleza csapatában játszott. 223 bajnoki mérkőzésen lépett pályára és 50 gólt szerzett. 2014-ben vonult vissza.

## Nemzeti válogatott
1999-ben debütált a japán válogatottban. A japán válogatott tagjaként részt vett az 1999-es, a 2003-as világbajnokságon és a 2004. évi nyári olimpiai játékokon. A japán válogatottban 54 mérkőzést játszott.

## Statisztika
| Japán válogatott | Japán válogatott | Japán válogatott |
| Időszak          | Mérk.            | gól              |
| ---------------- | ---------------- | ---------------- |
| 1999             | 8                | 2                |
| 2000             | 1                | 0                |
| 2001             | 12               | 2                |
| 2002             | 11               | 1                |
| 2003             | 14               | 6                |
| 2004             | 8                | 1                |
| Összesen         | 54               | 12               |

## Sikerei, díjai
Japán válogatott
- Ázsia-kupa:  Ezüst; 2001

Klub
- Japán bajnokság: 2000, 2001, 2002, 2005, 2006, 2007, 2008, 2010

Egyéni
- Az év Japán csapatában: 2000, 2001